# Spirit of Eden
Spirit of Eden — четвертий студійний альбом англійського гурту Talk Talk, випущений у 1988 році на лейблі Parlophone Records. Пісні були написані вокалістом Марком Голлісом та продюсером Тімом Фріз-Гріном, а альбом був скомпонований у результаті тривалого процесу запису на лондонській студії Wessex Studios між 1987 та 1988 роками. Часто працюючи в темряві, гурт записав багатогодинні імпровізовані треки, в яких використовувалися елементи джазу, ембієнту, блюзу, класичної музики та дабу. Ці довгі записи були потім ретельно відредаговані та перероблені в альбом, переважно в цифровому форматі.
Spirit of Eden був радикальним відходом від попередніх і більш доступних альбомів Talk Talk. У порівнянні з успіхом The Colour of Spring 1986 року, він став комерційним розчаруванням. Незважаючи на неоднозначне сприйняття, в наступні роки статус альбому став більш сприятливим, а сучасні критики називають Spirit of Eden недооціненим шедевром і раннім прабатьком жанру пост-рок. У 2013 році NME поставив Spirit of Eden на 95 місце у списку «500 найкращих альбомів усіх часів», а у 2020 році це ж видання включило альбом до списку «Найкращих альбомів нової хвилі за всю історію».

## Передумови створення
Гурт Talk Talk на чолі зі співаком Марком Голлісом утворився в Англії на початку 1980-х років. Від самого початку Голліс називав джаз та імпресіоністів, таких як Майлз Девіс, Джон Колтрейн, Бела Барток і Клод Дебюссі, основними джерелами свого впливу, але перші два альбоми Talk Talk, The Party's Over (1982) та It's My Life (1984), не дуже чітко відображали ці впливи; критики порівнювали гурт із сучасними групами нової хвилі, особливо з Duran Duran. Голліс частково пояснював недоліки їхньої ранньої музики фінансовою необхідністю використовувати синтезатори замість акустичних інструментів.
Хоча критики не були прихильними до ранньої творчості гурту, перші два альбоми мали комерційний успіх у Європі. Це дало Talk Talk гроші, необхідні для того, щоб найняти додаткових музикантів для запису наступного альбому, The Colour of Spring (1986). Гурт більше не покладався на синтезатори. Замість цього музиканти годинами імпровізували на своїх інструментах, а потім Голліс і продюсер Тім Фріз-Грін монтували та аранжували записи, щоб отримати потрібне їм звучання. Загалом у записі альбому взяли участь шістнадцять музикантів. The Colour of Spring став найуспішнішим альбомом Talk Talk, розійшовшись накладом понад два мільйони копій і спричинивши великий світовий тур. Водночас мінімалістичні пісні, такі як «April 5th», «Chameleon Day» та бі-сайд «It's Getting Late in the Evening», вказали на наступний напрямок розвитку гурту.

## Музика

### Запис
Після комерційного успіху The Colour of Spring EMI надала Talk Talk відкритий бюджет для запису їхнього наступного альбому Spirit of Eden. Talk Talk отримали повний контроль над процесом запису; їхньому менеджеру та керівництву EMI було заборонено відвідувати студійні сесії. Запис Spirit of Eden розпочався у 1987 році на лондонській студії Wessex Studios і зайняв близько року.
Сесії проходили в затемненій студії, з масляним проектором і стробоскопічним освітленням. Інженер Філл Браун розповідав, що альбом, як і його наступник, «був записаний випадково з годинами випробувань усіх можливих ідей з накладанням». За словами Брауна, «дванадцять годин на день у темряві, слухаючи одні й ті ж шість пісень протягом восьми місяців, стало досить напруженим заняттям. Було дуже мало спілкування з музикантами, які приходили грати. Їх заводили в темряві до студії, де в навушниках відтворювався трек».

### Стиль
У статті для The Guardian Грем Томсон описав Spirit of Eden як «шість імпровізованих п'єс, сповнених простору і неквапливого ритму», які поєднують «пасторальний джаз, сучасну класику, фолк, прог-рок і вільний блюз в єдиний, вперто некомерційний музичний гобелен», який можна було б назвати «пост-рок]]ом». Саймон Гарпер з Birmingham Post відзначив «поєднання в альбомі джазу, класики, року та космічного відлуння дабу, використовуючи тишу майже як самостійний інструмент». Хоча альбом відомий своїми спокійними звуковими ландшафтами, Грем Саттон з гурту Bark Psychosis зазначив: «Шум важливий. Я ніколи не міг зрозуміти людей, яких я знав, які любили Talk Talk і розглядали його як щось „приємне для розслаблення“, коли мені подобалася приголомшлива інтенсивність і динаміка».
Лірика Марка Голліса відображає його релігійний та духовний світогляд. Хоча він визнає, що його тексти релігійні, він каже, що вони не засновані на конкретному віровченні, вважаючи, що краще думати про них як про «гуманітарні». «I Believe in You» була описана як «антигероїчна пісня». Коли його запитали, чи засновані тексти на особистому досвіді, Голліс відповів: «Ні, зовсім ні. Але, знаєте, я зустрічав людей, які повністю підсіли на неї. У рок-музиці стільки довбаного прославляння цього, і це злісна, жахлива річ».

## Контрактна суперечка з EMI
На початку березня 1988 року гурт закінчив запис Spirit of Eden і відправив касету з альбомом на фірму EMI. Прослухавши касету, представники EMI засумнівалися в її комерційному успіху. Вони попросили Голліса перезаписати пісню або замінити матеріал, але він відмовився. Однак, коли мастер-копії були доставлені пізніше того ж місяця, лейбл визнав, що альбом був задовільно завершений.
Незважаючи на свої застереження щодо Spirit of Eden, EMI вирішили скористатися своїм правом продовжити контракт на запис. Однак гурт вже хотів розірвати контракт. "На той час я вже знав, що EMI — це не та компанія, з якою варто співпрацювати, — сказав менеджер гурту Кіт Аспден в інтерв'ю Mojo. «Я боявся, що у нас не буде грошей на запис нового альбому». EMI і Talk Talk звернулися до суду, щоб вирішити це питання.
Суть справи полягала в тому, чи вчасно EMI повідомила гурт про продовження контракту. Згідно з угодою, EMI мала надіслати письмове повідомлення протягом трьох місяців після завершення роботи над Spirit of Eden. Гурт заявив, що EMI надіслала повідомлення занадто пізно, стверджуючи, що тримісячний термін починається після завершення запису; EMI стверджувала, що тримісячний термін не починається, поки вони не будуть задоволені записом, на підставі того, що визначення «альбому» в контракті передбачало, що альбом повинен бути «комерційно задовільним». Гурт оскаржив це, зокрема, на підставі того, що в період між записом і випуском альбому не було внесено жодних змін. Суддя Ендрю Моррітт виніс рішення на користь EMI, але його рішення було скасовано в Апеляційному суді. Talk Talk були звільнені від контракту і пізніше підписали контракт з Polydor.

## Просування та реліз
Примхливий, експериментальний характер Spirit of Eden зробив його складним для просування; один критик сказав, що це «такий запис, який спонукає маркетологів до самогубства». Тоні Водсворт, тодішній директор з маркетингу Parlophone, сказав журналу Q: «Talk Talk — це не звичайна комбінація, і вона вимагає співчутливого маркетингу. Вони не стільки складні, скільки неочевидні. Ви просто повинні знайти якомога більше способів розповісти про музику». Оцінюючи деякі шедеври вісімдесятих у статті для The Guardian 2004 року, Джон Робінсон називає Spirit of Eden, як і Brilliant Trees Девіда Сільвіана, «тріумфальними, але абсолютно немаркетинговими».
Хоча гурт спочатку не планував випускати сингл, EMI випустив радіоверсію «I Believe in You» у вересні 1988 року. Сингл не потрапив до UK Singles Chart Top 75. Приблизно в серпні Тім Поуп зняв відеокліп на «I Believe in You», в якому Холліс сидів з гітарою і співав текст пісні. "Це була величезна помилка, — сказав Голліс. «Я думав, що просто сидячи там, слухаючи і дійсно думаючи про те, про що йдеться, я зможу отримати це в моїх очах. Але ви не можете цього зробити. Це просто безглуздо».
Гурт не гастролював на підтримку альбому. Голліс пояснив: «Немає жодного шансу, що я знову коли-небудь зможу зіграти багато з того, що зіграв на цьому альбомі, тому що я просто не знаю, як це зробити. Отже, зіграти його наживо, взяти партію, яка була зроблена спонтанно, записати її, а потім змусити когось зіграти її, означає втратити весь сенс, втратити всю чистоту того, чим це було з самого початку». Група більше ніколи не гастролювала.
Spirit of Eden побачив світ у 1988 році. Він не мав такого комерційного успіху, як попередній The Colour of Spring. Альбом провів п'ять тижнів у UK Albums Chart, посівши 19 місце. На обкладинці альбому зображено дерево, прикрашене мушлями, равликами, птахами та комахами. Обкладинку проілюстрував Джеймс Марш, який створював обкладинки для Talk Talk протягом усієї їхньої кар'єри. Буклет містить репродукції рукописних текстів пісень Голліса. Альбом було оцифровано Філом Брауном та Денісом Блекхемом у 1997 році.

## Вплив
Деякі музичні критики вважають, що Spirit of Eden та його наступник Laughing Stock 1991 року вплинули на жанр пост-року, який розвинувся у Британії та Північній Америці у 1990-х роках. У рецензії на альбом Hex гурту Bark Psychosis, на якому було вказано термін «пост-рок», Саймон Рейнольдс висловив думку, що Hex прагне до «барокової величі» Spirit of Eden. Енді Вітман з журналу Paste стверджував, що Spirit of Eden представляє початок пост-року: «Ознаки жанру — фактурні гітари, льодовикові темпи, акцент на динаміці, електроніка, атмосфера і мінімалізм — були на місці, і проклали шлях для таких гуртів, як Sigur Rós, Mogwai, Godspeed You! Black Emperor, Low та Radiohead пізнього періоду». У газеті Birmingham Post Саймон Харпер писав, що «навряд чи можна сперечатися з тим, що гурт Tortoise та їхні чиказькі співвітчизники звучали б так само, якби не приголомшливі досягнення Голліса і Тіма Фріз-Гріна». Численні гурти і виконавці, зокрема Грем Коксон, Doves і Elbow, хвалили Spirit of Eden або посилалися на нього як на фактор, що вплинув на їхню творчість.
У 2008 році Алан МакГі писав: «Spirit of Eden не застарів; дивовижно, наскільки сучасно він звучить, випереджаючи пост-рок, The Verve і Radiohead. Це звук митця, якому дають ключі від царства і він повертається з мистецтвом».
У 2000 році Spirit of Eden посів 419 місце у списку 1000 найкращих альбомів усіх часів Коліна Ларкіна. 2006 року журнал Q помістив Spirit of Eden на 31 місце у списку «40 найкращих альбомів 80-х», а 2013 року NME поставив платівку на 95 місце у списку «500 найкращих альбомів усіх часів».
У рецензії Pitchfork Джеремі Ларсон описав альбом як майстерне досягнення в сучасній музиці, додавши, що «Spirit of Eden — це великий вдих релігійного почуття, яке рок і поп-музика витісняли протягом багатьох років. Трепіт і затамоване дихання супроводжують альбом від початку до кінця».

## Трек-лист
Автор музики і слів Марк Голліс і Тім Фріз-Грін. 
| #     | Назва              | Тривалість |
| ----- | ------------------ | ---------- |
| 1.    | «The Rainbow»      | 9:05       |
| 2.    | «Eden»             | 6:37       |
| 3.    | «Desire»           | 6:57       |
| 4.    | «Inheritance»      | 5:16       |
| 5.    | «I Believe in You» | 6:11       |
| 6.    | «Wealth»           | 6:35       |
| 40:41 |                    |            |

## Персоналії
Talk Talk
- Марк Голліс — вокал, піаніно, орган, гітара, мелодика і варіофон
- Лі Гарріс — барабани
- Пол Вебб — бас-гітара

Додатково
- Тім Фріз-Грін — фісгармонія, піаніно, орган, гітара
- Мартін Дітчем — перкусія
- Роббі Макінтош — dobro, дванадцятиструнна гітара
- Марк Фелтам — губна гармоніка
- Simon Edwards — мексиканський бас
- Денні Томпсон — контрабас
- Генрі Лоутер — труба
- Найджел Кеннеді — скрипка
- Х'ю Девіс — shozygs
- Ендрю Стоуелл — фагот
- Майкл Джинс — гобой
- Ендрю Марінер — кларнет
- Крістофер Хукер — англійський ріжок
- Хор Челмсфордського собора
- Філл Браун — звукоінженер, смичкова гітара
- Тім Фріз-Грін — продюсування
- Джеймс Марш — обкладинка